# Eupithecia nobilitata
Eupithecia nobilitata là một loài bướm đêm trong họ Geometridae.